# Reserva Extrativista de Canavieiras
A Reserva Extrativista de Canavieiras é uma unidade de conservação federal do Brasil. Categorizada como reserva extrativista (RESEX), foi criada por Decreto Presidencial em 5 de junho de 2006.
Abrange uma área de total 100.726 hectares nos municípios de Una, Canavieiras e Belmonte, no estado da Bahia. A RESEX de Canavieiras é composta de 85.000 ha de áreas marinhas, 12.000 de manguezais e 3.000 ha de Mata Atlântica e restingas em terras continentais da União. A RESEX Canavieiras não tem plano de manejo. Nela ocorrem disputas territoriais e pelos recursos naturais entre as comunidades extrativistas e o agronegócio.